# 幽かな彼女
『幽かな彼女』（かすかなかのじょ）は、関西テレビの制作により2013年4月9日から6月18日までフジテレビ系で毎週火曜日22時 - 22時54分に放送されたテレビドラマである。初回は前枠番組『鴨、京都へ行く。-老舗旅館の女将日記-』の時間拡大による10分繰り下げおよび10分拡大の22時10分 - 23時14分に、第9話はカスペ!『木村藤子のキセキ相談』が20分拡大放送のため、22時20分 - 23時14分に放送された。
最終話の劇中で生徒たちが合唱するシーンでは、主演の香取慎吾が所属するSMAPの16枚目のオリジナルアルバム『SAMPLE BANG!』に収録されている「Dawn」という歌が使用された。京塚りさが提案した曲である。

## あらすじ
主人公、神山暁は超霊感体質の中学校教師。そして、とあるアパートの一室に暮らす“構ってちゃん”な女地縛霊、アカネ。
そんな二人が、今の中学に潜むリアルな問題の数々を人間と幽霊の垣根を越えたコンビが解決していくハートフル・ラブコメディである。

## キャスト

### 世田谷区立小原南中学校
神山 暁（かみやま あきら）〈34〉
演 - 香取慎吾
3年2組担任。担当教科は社会。霊感体質で幽霊が大嫌い。過去に起きた広田かすみのいじめ事件をきっかけに、生徒には深入りしないことを基本体勢としたことなかれ主義となるが、アカネの助言で生徒の抱えている問題と向き合っていくことになる。趣味は城のプラモデル作り。
最終回において事故で幽体離脱の状態になるが、アカネの説得で幽霊にはならなかった。
アカネ〈25〉
演 - 杏
本名：滝沢 茜。暁が引っ越してきたマンション「メゾン羽生」の304号室に住み着いているモデルのような長身女性の地縛霊。美人で前向きな性格。森野に板張りに繋がった糸状の「根っ子」の部分を切り取ってもらい、外界へ解き放ってもらった。ただし、二時間が限度である。
昭和61年の時代に小原南中学校の教師として教鞭をとっていた。担当教科は英語で、合唱部の顧問。「304号室の幽霊は、生徒とうまくいかずノイローゼになって自殺した先生だ」と噂されているが、実際には渡辺淳也にナイフで刺されて死亡した。
河合 千穂（かわい ちほ）〈23〉
演 - 前田敦子
3年2組副担任。担当教科は国語。生徒の前では笑顔が明るく活発な印象で、小原南中で最も人気のある教師。しかし性格に裏表があり、教師でいる自分に限界を感じて転職を考えていたが、自殺を思いとどまらせた京塚りさに「ありがとう」と告げられたことで教師を続けていく自信に繋がる。生徒の評価アンケートでは女子からは人気がなく、男子からはまあまあの評価だった。その理由は男女とも、脚を露出しているファッションに難色を示していたからだという。
林 邦彦（はやし くにひこ）〈26〉
演 - 北山宏光（Kis-My-Ft2）
3年1組副担任。担当教科は英語。小原南中の卒業生で暁と同じマンションに住んでいる。愛想が良く、周囲からかわいがられるタイプ。仕事に情熱的だが空回りすることも多く、人目を気にしすぎるのが欠点。生徒からは「くにっち」と呼ばれている。同僚の千穂に想いを寄せており、最終回において話の流れでつい口を滑らせ、千穂と2人きりになったことを他の教員に告げてしまった。
大原 操緒（おおはら みさお）〈40〉
演 - 濱田マリ
3年1組担任。担当教科は数学。学校の現実問題に対して神経質になっており、ヒステリックに正論を言う。
窪内 満（くぼうち みつる）
演 - 林泰文
3学年副主任。担当教科は理科。2年の担任を受け持っていた時に京塚りさから理不尽なクレームを言われたことで心が壊れ、授業以外は心を閉ざし、理科実験室に籠るようになった。
ある理由から生徒の個人情報をかき集めており、千穂にそれを知られてからは、先生としての姿勢についてアドバイスしたり問題になった生徒（京塚りさなど）の個人情報を教えたりと、こっそり協力している。
岩名 清二（いわな せいじ）〈46〉
演 - 髙嶋政宏
3年3組担任。担当教科は保健体育。学年主任。強面だが情熱的。常にきちんと状況を把握した言動を心掛けているが、必要とあらば体罰を辞さないため、生徒や保護者からも要注意人物と目されている。とは言え生徒の評価アンケートでは、「厳しいけど言ってることには納得できる」「真剣に向き合ってくれてる」などの理由により、最も評価が高かった。
石澤 寛美（いしざわ ひろみ）
演 - 阪田瑞穂
担当教科は家庭。
小山 りえ（こやま りえ）
演 - 佐山彩香
担当教科は音楽。
日野 衛（ひの えい）
演 - 春海四方
校長。事無かれ主義。
霧澤 和泉（きりさわ いずみ）〈42〉
演 - 真矢みき（中学時代：青木珠菜）
副校長。元弁護士。滝沢茜は中学時代の恩師。厳格な性格で小原南中全ての教職員・生徒の名前と顔を把握し、ビジネス的な感覚で学校の運営をする。多くの生徒が暁に嫌悪感を抱いている中、クラス内で僅か2人だけが暁を慕い信頼していることに気付き、暁の教育方針に興味を持つようになる。

#### 3年2組
根津 亮介（ねづ りょうすけ）
演 - 森本慎太郎（ジャニーズJr.）
クラスの一匹狼的存在で、小夜とは幼馴染。小学時代は健太郎と同じサッカークラブに所属していた。父がコーチに金を渡し、レギュラーポジションを獲得していたが、一時期職を失った父が金を支払わなくなるとチーム内の立場が一変する。チームに居づらくなり、サッカー自体を辞めてしまう。その後、暁の協力により、健太郎と和解する。
相田 拓途（あいだ たくと）
演 - 神宮寺勇太（ジャニーズJr.)
香奈の幼馴染。暁の赴任当時は不登校だった。幼少期からかわいがってくれた祖父（演：伊藤幸純）が他界した喪失感と両親が共働きで忙しさを理由に相手にしてもらえない寂しさから高校生の不良と付き合うようになってしまう。祖父と同じ言葉で励ましてくれた暁を信頼し、再び学校へ通えるようになる。
手嶋 健太郎（てしま けんたろう）
演 - 岩橋玄樹（ジャニーズJr.）
サッカー部所属。明日香に想いを寄せ、亮介は小学校時代からの親友。亮介がサッカーを辞めてから全てに置いて投げやりな態度を取っていることに腹が立っていた。
森野 小夜（もりの さよ）
演 - 森迫永依
斉願寺住職の娘。神山と同じく霊感体質で霊が見え、会話も出来る。また、霊に対しての知識が豊富でアカネが「メゾン羽生」に縛られている原因を探り、板張りに繋がった糸状の「根っ子」を見つけ、その部分を切り取りアカネを外界へ解き放つことに成功した。些細なことから、りさたちのグループからいじめを受ける。
藤田 ともみ（ふじた ともみ）
演 - 上白石萌歌
ダンス部。 中学に入学してまだ日が浅いころ、風に優しく話しかけられたことから友達になる。自分に自信がない内気な性格で常に堂々としている風の後ろに付いて行動していたら、彼女に「うざい」と一言辛辣な言葉を浴びせられ、その言葉を切っ掛けに自分の内向的な性格を変えたいと思うようになり、ダンス部に入部する。
岡本 香奈（おかもと かな）
演 - 未来穂香（少女期：浜野希莉）
拓途は幼馴染で小学校時代のクラスメイト。根は優しくまじめな性格だが、小学生時代にも貧乏を理由に、教師や同級生からいじめを受けていた。オバサンっぽい言動が特徴で、他人の恋愛に関心がある様子。周りのお洒落な女子友達に合わせて買い物やカラオケなど楽しみたいと思っているが、母が営んでいる小料理屋ふるさとの手伝いや困窮した母子家庭の家庭環境で母に我儘を言えない状況に置かれている。預かっていたりさの香水を岩名に没収され困っているとき、暁に助けてもらう。事件解決後は真面目に母親の店を手伝うようになり、りさたちのグループからも離れる。りさから離れた後は、席も近く暁を信頼する拓途、明日香、健太郎と親しくしている。
京塚 りさ（きょうづか りさ）
演 - 山本舞香
クラスきっての問題児でトラブルメーカーの不良娘で、体型は小柄で幼児体型。性格はワガママで身勝手で自己中心的な性格で幼稚で陰険で腹黒い。裕福な家庭で欲しい物は何でも買ってもらい、学校でトラブルがあるとPTA会長の母親が対処してくれるため、甘やかされて育った。成蘭学園初等部時代にいじめられた経験を持ち、その際に受けた屈辱的ないじめを小夜に行おうとしていたときに周りにいた舞に怪我を負わせてしまう。その後自業自得であるがクラスメイトから反感を買い総スカンを食って孤立し、全てが嫌になり自殺を図るが、河合千穂に「死んだら負けなんだよ!」などと言われ、思いとどまる。SMAPの「Dawn」をよく聴いており、3年2組の合唱曲として提案した。
石田 航（いしだ わたる）
演 - 松井健太
母に香織との交際を激しく反対されても従わず、両親との不和で悩む彼女が学校をさぼると言い出したときに、心配で一緒に付いて行き、二人で海を見に行く。
野本 香織（のもと かおり）
演 - 荒川ちか
学級委員で優等生で剣道部部長。父は仕事に逃げ、母は上司と不倫してすでに家庭は崩壊し、娘が高校入学と同時に両親が離婚することを決めていた。自分がまじめに学業や部活動を頑張れば、両親も娘を大事に思い、きっと変わってくれるだろうと今まで信じてきた。
柚木 明日香（ゆずき あすか）
演 - 広瀬すず（少女期：石井香帆）
モデル志望の女の子。父親のようにつまらない大人にはなりたくないと話す。月刊カノン専属モデルオーディションに落ちた日、芸能プロダクション・冬木にスカウトされるが、実は最初から騙されていて、危ういところで暁とアカネに助けられた。
葉山 風（はやま かぜ）
演 - 柴田杏花
学年1位の優等生。高慢な性格をしており、常にクラスメイトを見下している。いつも2番に甘んじている藤江の心が深く傷つく辛辣な言葉を投げかけ、浅はかな言葉の暴力で恨みを買ってしまう。
皆川 隆雄（みなかわ たかお）
演 - 岡山智樹
大宮 斗真（おおみや とうま）
演 - 藤原薫
高橋 蓮（たかはし れん）
演 - 井上翔
中島 智也（なかじま ともや）
演 - 市川理矩
藤江 俊介（ふじえ しゅんすけ）
演 - 萩原利久
学年で2番の成績。真面目で控えめな性格。高圧的な父に学年で1番の成績をとれないことでなじられ続け、発散できない怒りや悔しさをずっと心の中で抑えてきた。また、パソコン室で岩名に体罰を受けたと訴え、新聞記者の父を巻き込んで、大変な騒ぎに発展する。
小久保 健太（こくぼ けんた）
演 - 澤畠流星
下川 千夏（しもかわ ちなつ）
演 - 関紫優
矢沢 舞（やざわ まい）
演 - 飯豊まりえ
上記2名はりさ・香奈と仲良くしているお洒落で派手な女子グループ。りさに便乗していじめに加担したが、りさがクラスで孤立するやあっさりと掌を返した。
東川 奈々子（ひがしかわ ななこ）
演 - 浅川梨奈
田嶋 萌（たじま もえ）
演 - 田辺桃子
向井 樹里（むかい きり）
演 - 近藤玲奈
奈々子・ 萌はダンス部に所属。上記3名はりさが始めた小夜のいじめに加担する。
水沢 真由美（みずさわ まゆみ）
演 - 加藤里保菜
遠藤 秀人（えんどう しゅうと）
演 - 岡田隆之介
重田 誠（しげた まこと）
演 - 田口司
学級委員。
西原 翼（にしはら つばさ）
演 - 佐奈宏紀
森岡 大樹（もりおか だいき）
演 - 渡辺貫裕
佐藤 優香（さとう ゆうか）
演 - 森川真衣
倉田 円花（くらた まどか）
演 - 平祐奈
ダンス部。
老谷 美香（おいたに みか）
演 - 中村ゆりか

### その他
吉岡さん（よしおかさん）
演 - 佐藤二朗
浮遊霊。アカネの唯一の親友。幽霊業界の“顔”らしく、アカネに何かとアドバイスをする。雄叫びのような大声を合図に、たくさんの幽霊と連携して人を探す場面がよく見られるが、「お線香の煙を吸いすぎた」などの理由でできないこともある。
メグミ
演 - 上間美緒
吉岡さんの彼女。
進藤
演 - 趙珉和
メゾン羽生の管理人。吉岡さんやメグミに憑依されて振り回されることも。
進藤 一樹（しんどう かずき）
演 - 橋本智哉
管理人の息子。メゾン羽生304号室に住み着く幽霊に興味を持っている。
後藤田 法子（ごとうだ のりこ）
演 - ふせえり
学校教育研究家。現在の教育現場のあり方（？）を、再現ドラマも交えて分かりやすく解説する。

### ゲスト
複数話登場の場合は括弧（）内に表記

#### 第1話
本間 綾乃（ほんま あやの）
演 - 黒崎レイナ
小原南中学校3年1組。
本間 貴子（ほんま たかこ）
演 - 滝沢涼子
綾乃の母親。
相田 史江（あいだ ふみえ）
演 - 松山美雪
拓途の母親。

#### 第2話
岡本 美緒里（おかもと みおり）
演 - 春木みさよ
香奈の母親。母子家庭。小料理ふるさと経営。
京塚 麗子（きょうづか れいこ）
演 - 宮地雅子（第5・7 - 最終話）
りさの母親。PTA会長。モンスターペアレント。

#### 第3話
柚木 俊平（ゆずき しゅんぺい）
演 - 相島一之
明日香の父親。子供のころ、パイロットになるのが夢だった。
柚木 今日子（ゆずき きょうこ）
演 - 丸山優子
明日香の母親。
冬木 健（ふゆき けん）
演 - 渡邉紘平
エメラルドプロモーション開発部マネージャー。アカネたちによると、恨み辛みでできた負のオーラを纏っているらしい。

#### 第4話
冨美
演 - 葵
真希
演 - 中村朝佳
早苗
演 - 鈴木かすみ
上記3名は河合の森山学院大学時代の友達。
高野 隼人（たかの はやと）
演 - 飯田一徳
副校長の提案で教師の業務軽減を目的として1週間限定で外部から派遣されてきたダンスコーチ。

#### 第5話
藤江 啓介（ふじえ けいすけ）
演 - 小木茂光
俊介の父親。東陽新聞社会部に勤める記者で過去に教師の体罰に関係した記事を書いたことがある。
藤江 愛子（ふじえ あいこ）
演 - 渡辺杉枝
俊介の母親。
轟木 庸一郎（とどろき よういちろう）
演 - 加藤虎ノ介（第8 - 最終話）
世田谷区教育委員会管理局教育指導係。体罰に至った原因究明よりも事態の鎮静化が最も重要なことで最優先事項だと話す。

#### 第6話
石田 菜穂子（いしだ なおこ）
演 - 比佐廉（最終話）
航の母親。世間知らずで思い込みの激しいヒステリー気味の専業主婦。
野本 歩美（のもと あゆみ）
演 - 森下まひろ
香織の母親。
野本 哲哉（のもと てつや）
演 - 麻倉卓也
香織の父親。

#### 第7話
広田 かすみ（ひろた かすみ）
演 - 波瑠（中学時代：大友花恋）
暁の教え子。中学時代いじめに遭い、暁が事態を改善しようと「いじめているグループ」にまで協力を仰いだ影響でさらにいじめが激化して、生きていく意味を見出せなくなり手首を切って自殺を図る。その後暁はこの出来事を切っ掛けに7年間、生徒と正面から向き合うことを避けてきた。
有沢 希美（ありさわ のぞみ）
演 - 西山奈那
ありさ
演 - 遊馬メイヤ
中学時代、クラス内でかすみをいじめていた主犯格。
根津 剛裕（ねづ たけひろ）
演 - 吉見幸洋
亮介の父親。
渡辺 淳也（わたなべ じゅんや）
演 - 広田亮平（第8 - 10話）
茜の教え子でメゾン羽生304号室の最初の住人。父親は民自党議員の渡辺幹彦。アカネを刺殺した。

#### 第8話
京塚 遼一（きょうづか りょういち）
演 - 勝信
りさの兄
京塚 里穂（きょうづか りほ）
演 - 松尾寧夏
りさの姉。姉は「今さら勉強を始めても無駄な努力だ」と妹を馬鹿にしている。

#### 第9話
京塚 総悟（きょうづか そうご）
演 - 飯田基祐（第10 - 最終話）
りさの父親。民自党衆議院議員。りさが問題を起こしたときに娘の気持ちを第一に考えようとはせず、自身の保身ばかりを優先する。

## スタッフ
- 脚本 - 古家和尚
- 音楽 - 井筒昭雄
- 演出 - 白木啓一郎、田中耕司 / 星野和成（MMJ）
- 主題歌 - SMAP「Joy!!」（ビクターエンタテインメント）
  - 香取主演のドラマの主題歌としては2011年放送の月9ドラマ『幸せになろうよ』の「not alone 〜幸せになろうよ〜」以来で、火10ドラマ枠では初となった。
  - この楽曲のミュージック・ビデオやコーラスには香取演じる神山のクラス3年2組の生徒たちが参加している。
- 合唱曲 - SMAP「Dawn」（ビクターエンタテインメント）
  - 劇中ではSMAPのオリジナルバージョンではなく、合唱のためにアレンジされたバージョンが使用された。
- 演出補 - 高明
- CG - T601
- スタント - 倉田プロモーション
- プラモデル監修 - DOYUSHA
- ピアノ音楽指導 - 宮津まり子
- 技術協力 - ビデオスタッフ
- 制作管理 - 中川真吾（ジニアス）
- プロデュース - 木村淳
- ラインプロデュース - 大城哲也
- プロデュース補 - 久保田育美、廣岡美代
- 制作著作 - 関西テレビ

## 放送日程
| 各話                                                       | 放送日  | サブタイトル                 | 主人公生徒          | 演出       | 視聴率 |
| ---------------------------------------------------------- | ------- | ---------------------------- | ------------------- | ---------- | ------ |
| 第1話                                                      | 4月09日 | 先生は情熱ナシでも霊感アリ!? | 相田拓途            | 白木啓一郎 | 11.8%  |
| 第2話                                                      | 4月16日 | 中学生にも経済格差!?         | 岡本香奈            | 白木啓一郎 | 10.2%  |
| 第3話                                                      | 4月23日 | 芸能界の罠! 14歳の覚悟       | 柚木明日香          | 白木啓一郎 | 10.7%  |
| 第4話                                                      | 4月30日 | 教師は意味ある職業か?        | 藤田ともみ          | 星野和成   | 11.6%  |
| 第5話                                                      | 5月07日 | 体罰、という言葉の魔力       | 葉山風 藤江俊介     | 星野和成   | 11.5%  |
| 第6話                                                      | 5月14日 | アカネ消滅!? 気づいた想い    | 野本香織 石田航     | 田中耕司   | 11.4%  |
| 第7話                                                      | 5月21日 | 負ける事を認められる強さ     | 根津亮介 手嶋健太郎 | 白木啓一郎 | 11.8%  |
| 第8話                                                      | 5月28日 | いじめスパイラル             | 森野小夜 京塚りさ   | 星野和成   | 11.5%  |
| 第9話                                                      | 6月04日 | いじめ、その先に見た闇       | 京塚りさ            | 白木啓一郎 | 10.1%  |
| 第10話                                                     | 6月11日 | 神山先生、最後の授業         | 矢沢舞 京塚りさ     | 白木啓一郎 | 11.9％ |
| 最終話                                                     | 6月18日 | さよなら、先生               | 生徒全員            | 白木啓一郎 | 14.1%  |
| 平均視聴率 11.5%（視聴率は関東地区・ビデオリサーチ社調べ） |         |                              |                     |            |        |